# Lepanthes rhynchion
Lepanthes rhynchion är en orkidéart som beskrevs av Carlyle August Luer. Lepanthes rhynchion ingår i släktet Lepanthes och familjen orkidéer. Inga underarter finns listade i Catalogue of Life.